# Leaving Las Vegas
Leaving Las Vegas er en amerikansk romantisk dramafilm fra 1995 instrueret og skrevet af Mike Figgis efter romanen af samme navn af John O'Brien. Filmen var nomineret til fire Oscars; for bedste instruktør (Mike Figgis), bedste filmatisering (Mike Figgis), bedste kvindelige hovedrolle (Elisabeth Shue), men vandt en Oscar for bedste mandlige hovedrolle (Nicolas Cage).

## Medvirkende
- Nicolas Cage som Ben Sanderson
- Elisabeth Shue som Sera
- Julian Sands som Yuri Butso
- Richard Lewis som Peter
- Valeria Golino som Terri

## Ekstern henvisning
- Leaving Las Vegas på Internet Movie Database (engelsk)
- Leaving Las Vegas på Filmdatabasen
- Leaving Las Vegas på Scope
- Leaving Las Vegas i Svensk Filmdatabas (svensk)
- Leaving Las Vegas på AlloCiné (fransk)
- Leaving Las Vegas på MovieMeter (nederlandsk)
- Leaving Las Vegas på AllMovie (engelsk)
- Leaving Las Vegas hos American Film Institute (engelsk)
- Leaving Las Vegas' profil hos Encyclopædia Britannica Online (engelsk)
- Leaving Las Vegas på Turner Classic Movies (engelsk)